# ケビン・ルーニー
ケビン・ルーニー（Kevin Rooney、1956年5月4日 - ）は、アメリカ合衆国のボクシングトレーナーであり元プロボクサー。ニューヨーク市スタテンアイランド出身。
マイク・タイソンのチーフトレーナーをアマチュア時代から務め、世界ヘビー級王座3団体統一まで導いた。

## 来歴

### ボクサー時代
1981年6月21日、デビー・ムーアと対戦し、7回TKO負け。
1982年7月31日、3階級制覇王者のアレクシス・アルゲリョと対戦し、2回KOで負け。

### トレーナー時代
マイク・タイソンのチーフトレーナーに就いていたテディ・アトラスが解雇されたため、その後任としてカス・ダマトに雇われる。
1982年にタイソンが16歳の時にタイソンのアマチュア時代中期からトレーナーに就き、以降1985年のプロデビュー、そして1987年8月のトニー・タッカー戦での世界ヘビー級王座3団体統一を経て、1988年6月のマイケル・スピンクス戦までトレーナーに就いていたが、ドン・キングに促されたタイソンに、チームタイソンを構成していた全てのメンバーとともに解雇された。
スポーツライターのジャック・ニューフィールドは「タイソンがケビン・ルーニーを解雇した日、マイク・タイソンのボクサーとしての成長に制限がかけられ、その日以降タイソンは成長しなかった」と書いている。
ルーニーがトレーナーに就いていた期間のタイソンの戦績は35戦35勝0敗(31KO)だったが、ドン・キングの意向によりタイソンがルーニーを含むチームタイソン全員を解雇して以降、タイソンは機動スキル、特にディフェンスにおいての上半身の動きと頭の動きが著しく低下し、最終的にタイソンはルーニーを解雇してから18か月後にジェームス・ダグラス戦でプロ初敗北を喫した。
ボクシングアナリストのラリー・マーチャントは、ダグラス戦でのタイソンの敗北をルーニーがトレーナーに就いていなかっただからとし、スポーツジャーナリストのジェリー・イゼンベルクやプロモーターのブッチ・ルイスも同様の意見を述べている。
また、ダグラス戦の試合中継をTVで見ていたルーニーは、タイソンの瞼の腫れにエンスウェルではなく氷嚢を使用したセコンドの無知さに歯噛みしていたという。
1988年にタイソンに対して解雇は契約違反だとして400万ドルの訴訟を起こし勝訴している。